# Ронко-Канавезе
Ронко-Канавезе (итал. Ronco Canavese) — коммуна в Италии, располагается в регионе Пьемонт, в провинции Турин.
Население составляет 377 человек (2008 г.), плотность населения составляет 4 чел./км². Занимает площадь 96 км². Почтовый индекс — 10080. Телефонный код — 0124.
Покровителем коммуны почитается святой Иуст из Новалезы, празднование в последнее воскресенье июля.

## Демография
Динамика населения:

## Администрация коммуны
- Официальный сайт: